# Can You Feel the Love Tonight
Can You Feel the Love Tonight (на български: Можеш ли тази вечер да почувстваш любовта) е песен от анимационния филм на Дисни от 1994 г. Цар лъв, композирана от Елтън Джон с текст от Тим Райс. Тя е описана от Дон Хан (продуцент на филма) и Роджър Алърс и Роб Минкоф (режисьори на филма) като „най-удивителната история“ във филма. Песента е хит на класацията в Обединеното кралство, достигайки 14-о място на UK Singles Chart, и постигайки още по-голям успех в САЩ, достигайки номер четири на Billboard Hot 100. Песента е номер едно в Канада и Франция, като са продадени 11 милиона копия по целия свят. На 67-те награди на Академията през март 1995 г. печели Оскар за най-добра оригинална песен. Същата година песента печели на Елтън Джон и наградата Грами за Най-добър мъжки поп вокален изпълнител.

## История
Песента е изпълнена във филма на Кристъл Едуардс (известена още като Кристъл Мурден), Джоузеф Уилямс, Сали Дуорски, Нейтън Лейн и Ерни Сабела, а друга версия, използвана в заключителните надписи на филма, е изпълнена от Елтън Джон. Песента печели в категориите Най-добра оригинална песен в 67-те награди Оскар и Златен глобус. Също така печели и наградата Грами за Най-добър мъжки поп вокален изпълнител.
В рамките на около месец и половина преди излизането на филма през юни 1994, записът на Джон е издаден по радиостанции и като търговски сингъл и влиза в Billboard Hot 100, превръщайки се в бестселър. Музикалното видео на песента съдържа монтажи на Джон, изпълняващ песента със сцени от филма.
През 2003 г. ремиксираната версия на песента е включена в специалния саундтрак на The Lion King, отново изпълнена от Елтън Джон.
В последващия Цар лъв 3, романтичната сцена, в която песента е представена, но с разлика: осеяни с романтичните сцени бяха кратки комедийни снимки на Тимон и Пумба, които се опитват да нарушат нощта на Симба и Нала с музикалната тема Peter Gunn.

## Посрещане
Сингълът на Елтън Джон (от заключителните надписи) достига номер едно в класацията Billboard Adult Contemporary и е на тази позиция в продължение на осем седмици. Във Франция са продадени повече от 500 000 копия.

## Ранно производство
Песента е планирана да бъде изпята само от Тимон и Пумба, но Елтън Джон не харесва комичното естество на концепцията. Джон обявява, че Can You Feel the Love Tonight е трябва да следва „традицията на Дисни за големи любовни песни“ и че може да „изрази чувствата на лъвовете един към друг много по-добре от диалога“. Крайният резултат е песента, която главно се пее от гласовете на екрана (Кристъл Едуардс, Джоузеф Уилямс, Сали Дуорски, Нейтън Лейн и Ерни Сабела)

## Международни версии
Когато филмът е пуснат за първи път през 1994 г., получава 28 версии в целия свят, включително специална версия на зулуски, създадена в Южна Африка. Дублираната версия на зулулски е не само единствената на Дисни, но и единствената правена на африкански език, различен от арабския. През годините броят на официалните версии се е увеличил до 45, включително няколко презаписвания на вече съществуващи арабски и полски версии, където песента е била повторно дублирана, но не и останалата част от филма, някои от тях са добавени от местни телевизии и студия на местни езици: арабски, арменски, австрийски немски, кримскотатарски, кабардински и ногайски.

### Българска версия
Българската версия на песента във филма е озаглавена Тази нощ любов изгря и се изпълнява от Мария Николаева, Цветомира Михайлова, Петър Салчев, Цанко Тасев и Ненчо Балабанов.